# St. Bonifatius (Heichelheim)

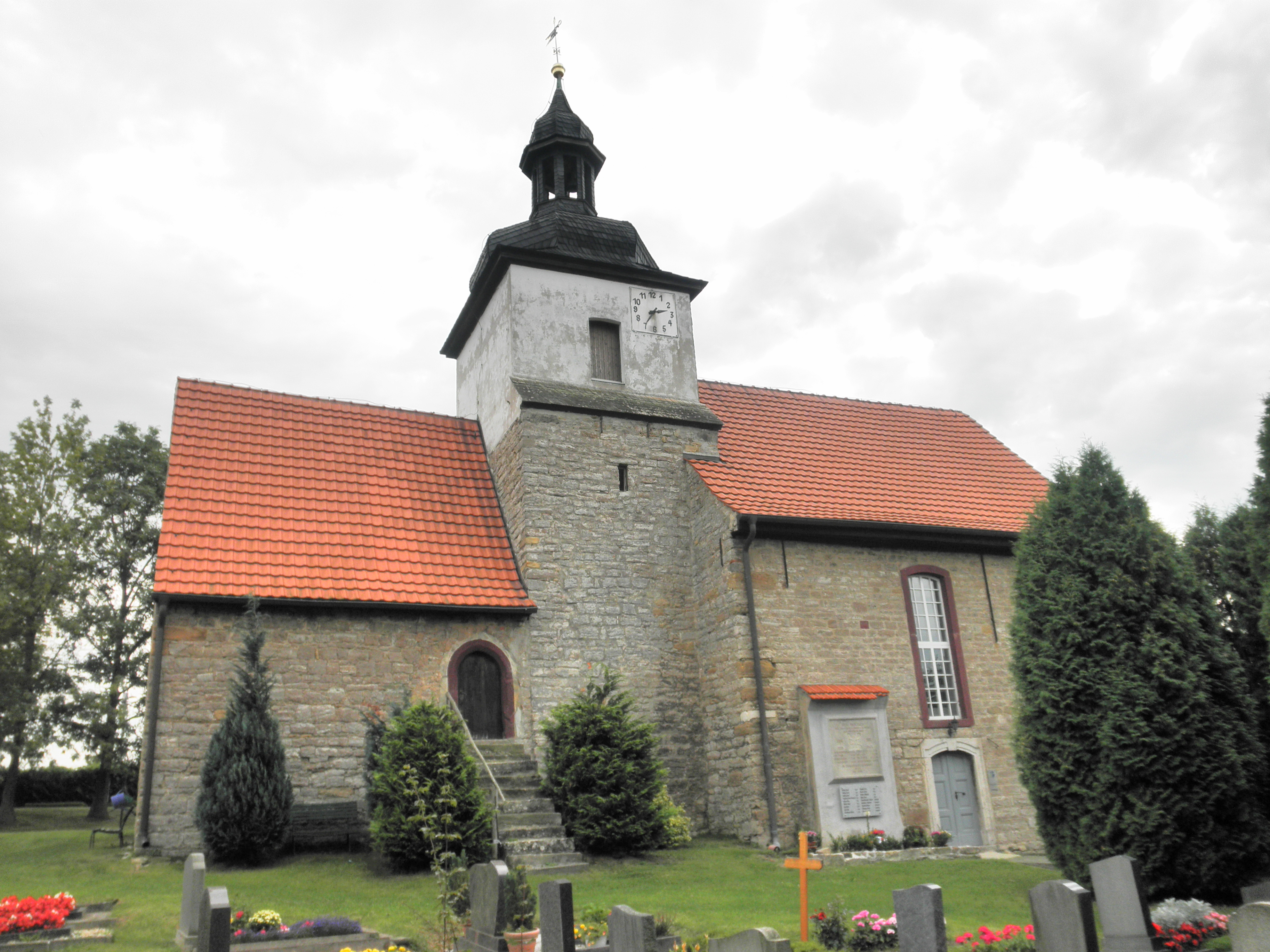
Die Kirche

Die evangelische Dorfkirche St. Bonifatius im Ortsteil Heichelheim der Stadt Am Ettersberg im Landkreis Weimarer Land in Thüringen befindet sich auf einer kleinen Anhöhe südöstlich außerhalb des Dorfes. Die Kirchengemeinde gehört zum Kirchengemeindeverband Großobringen im Kirchenkreis Weimar der Evangelischen Kirche in Mitteldeutschland.

## Geschichte
Die Kirche wurde um 1438 dem heiligen Bonifatius geweiht. Spätgotische barocke Teile sind in dem Gebäude wie auch der gotische Chorbogen sichtbar. 1687 wurde die erste Orgel erwähnt, die bis 1738 vorhanden war. Zwischen 1738 und 1742 erhielt das Gotteshaus sein heutiges Aussehen. Die zeitlich zweite Orgel wurde als Neubau erstellt. Die Glocken zum Dreifachgeläut wurden 1764 angeschafft.
1852 wurde die dritte Orgel – wieder ein Neubau – eingesetzt. 1892 beschädigte ein Blitz die Kirche stark. Der Kirchturm wurde neu gebaut. 1934 erfolgte eine umfangreiche Restaurierung. 2013 wurde der Turmhelm saniert.